# Alopecosa cronebergi
Alopecosa cronebergi är en spindelart som först beskrevs av Tord Tamerlan Teodor Thorell 1875.  Alopecosa cronebergi ingår i släktet Alopecosa och familjen vargspindlar. Inga underarter finns listade i Catalogue of Life.